# 库洛伊
库洛伊（羅馬化：Kuloy）是俄罗斯阿尔汉格尔斯克州的市级镇，属韦利斯克区，位于库洛伊河畔。
该地2021年有人口5,002人；2010年人口5,946；2002年人口6,817；1989年人口8,934。